# Klusterfuk
Albums de Tech N9ne
Welcome to Strangeland
(2011) Vintage Tech 2
(2012)
Klusterfuk est le troisième EP du rappeur Tech N9ne, sorti le 13 mars 2012.
L'album s'est classé 1er au Top Independent Albums, 3e au Top Rap Albums, 4e au Top R&B/Hip-Hop Albums, 10e au Top Digital Albums et 15e au Billboard 200.

## Liste des titres
| No | Titre                                   | Durée |
| -- | --------------------------------------- | ----- |
| 1. | Klusterfuk (featuring Sassy)            | 4:15  |
| 2. | Blur (featuring Wrekonize)              | 4:40  |
| 3. | Can't Stand Me (featuring Krizz Kaliko) | 2:44  |
| 4. | Ugly Duckling (featuring Aqualeo)       | 4:36  |
| 5. | Awkward                                 | 3:29  |
| 6. | D.K.N.Y. (featuring Krizz Kaliko)       | 3:43  |